# Кобетейський сільський округ
Кобете́йський сільський округ (каз. Көбетей ауылдық округі, рос. Кобетейский сельский округ) — адміністративна одиниця у складі Нуринського району Карагандинської області Казахстану. Адміністративний центр — село Кобетей.
Населення — 1302 особи (2021; 1534 у 2009, 1727 у 1999, 2461 у 1989).
Станом на 1989 рік існувала Чернігівська сільська рада (села Кизил-Жулдиз, Ондрус, Перве Мая, Чернігівка). 2009 року було ліквідовано село Кизилжулдиз. До 2018 року округ називався Чернігівським.

## Склад
До складу округу входять такі населені пункти:
| Населений пункт     | Населення, осіб (1989) | Населення, осіб (1999) | Населення, осіб (2009) | Населення, осіб (2021) |
| ------------------- | ---------------------- | ---------------------- | ---------------------- | ---------------------- |
| Кобетей, село       | 1869                   | 1596                   | 1203                   | 1157                   |
| --Кизилжулдиз, село | 34                     | 20                     | 11                     | -                      |
| Ондіріс, село       | 260                    | 253                    | 179                    | 59                     |
| Перше Мая, село     | 298                    | 223                    | 141                    | 86                     |